# فارون غاندي
يعتبر فيروز فارون غاندي (المولود في 13 مارس 1980 ، دلهي ، الهند) من رجال السياسة في الهند. فهو حفيد أنديرا غاندي والحفيد الأكبر لجواهر لال نهرو